# أحمد شفيق (مخرج)
أحمد شفيق (1970 -) هو مخرج مصري. تخرَّج في المعهد العالي للفنون المسرحية بالقاهرة سنة 1992. قام بإخراج مسلسل ليالي سنة 2009 ومسلسل قضية صفية سنة 2010 والشحرورة سنة 2011 وخطوط حمراء سنة 2012 ونقطة ضعف في 2013. ذهاب وعودة تحت الاعداد في 2015 ، شباب امرأة(مسلسل) تحت الاعداد 2011. اخبار

## أعماله
| الاعمال           | السنة |
| ----------------- | ----- |
| مسلسل ليالي       | 2009  |
| مسلسل قضية صفية   | 2010  |
| الشحرورة          | 2011  |
| خطوط حمراء        | 2012  |
| نقطة ضعف          | 2013  |
| ذهاب وعودة        | 2015  |
| يونس ولد فضة      | 2016  |
| الحلال            | 2017  |
| ولاد تسعة         | 2017  |
| عائلة الحاج نعمان | 2017  |

## برامج من إخراجه
برنامج: (لقمة هنية) تقديم علاء الشربيني
برنامج تليفزيوني كان يذاع على شاشة قناة النهار يقدمه الشيف (علاء الشربيني)، وتقوم فكرته على مساعدة المشاهدين على إعداد أكلات لم يعرفوا وصفاتها قبل ذلك، واستخدام الأدوات والمكونات اللازمة في سهولة ويسر.

## أعمال تحت الاعداد
مسلسل: (شباب امرآة) بطولة: صلاح عبد الله، رانيا يوسف 
تأليف: نادر خليفة

## جوائز
حصل المخرج أحمد شفيق علي جائزة احسن مخرج[ ؟ ] عن مسلسل خطوط حمراء في استفتاء الجمهور والنقاد لأفضل الأعمال الرمضانية، مؤسسة «المصرى اليوم».